# Машински систем
Машински систем представља материјализовани производ људског рада који самостално врши одређену функцију. С тачке гледишта намене машински системи се деле на радне, енергетске и системе посебне намене. Радни системи врше конкретан рад, док се у енергетским системима врши трансформација енергије из једног облика у други. У машинским системима посебне намене остварују се посебне функције.
Општа функција машинског система може се денивелисати на парцијалне функције, а ове пак на елементарне функције. Почев од елементарне, преко парцијалне до опште, функције су хијерархијски и међусобно повезане, тако да чине структуру функција.
Структура функција представља апстрактну структуру машинског система, док реалну структуру машинског система чине машински делови. Под основним машинским делом подразумева се део који се не може даље расклопити.